# Конде-сюр-Юїн
Конде́-сюр-Юї́н (фр. Condé-sur-Huisne) — колишній муніципалітет у Франції, у регіоні Нормандія, департамент Орн. Населення — 1334 осіб (2011).
Муніципалітет був розташований на відстані близько 125 км на південний захід від Парижа, 130 км на південний схід від Кана, 60 км на схід від Алансона.

## Історія
До 2015 року муніципалітет перебував у складі регіону Нижня Нормандія. Від 1 січня 2016 року належав до нового об'єднаного регіону Нормандія.
1 січня 2016 року Конде-сюр-Юїн, Кондо i Кулонж-ле-Саблон було об'єднано в новий муніципалітет Саблон-сюр-Юїн.

## Демографія
Динаміка населення (INSEE ):
Розподіл населення за віком та статтю (2006):
| Стать | Всього | До 15 років | 15-24 | 25-44 | 45-64 | 65-85 | Понад 85 |
| --- | ------ | ----------- | ----- | ----- | ----- | ----- | -------- |
| Чоловіки | 632    | 96          | 80    | 144   | 156   | 132   | 24       |
| Жінки | 623    | 68          | 76    | 132   | 168   | 155   | 24       |
| \| Статево-вікова піраміда \| Статево-вікова піраміда \| Статево-вікова піраміда \| \| ----------------------- \| ----------------------- \| ----------------------- \| \| Чоловіки \| Вік \| Жінки \| \| 24 \| 85 + \| 24 \| \| 36 \| 80-84 \| 36 \| \| 32 \| 75-79 \| 59 \| \| 28 \| 70-74 \| 32 \| \| 36 \| 65-69 \| 28 \| \| 24 \| 60-64 \| 40 \| \| 40 \| 55-59 \| 40 \| \| 40 \| 50-54 \| 40 \| \| 52 \| 45-49 \| 48 \| \| 24 \| 40-44 \| 36 \| \| 48 \| 35-39 \| 40 \| \| 52 \| 30-34 \| 28 \| \| 20 \| 25-29 \| 28 \| \| 24 \| 20-24 \| 36 \| \| 56 \| 15-20 \| 40 \| \| 32 \| 10-14 \| 24 \| \| 20 \| 5-9 \| 24 \| \| 44 \| 0-4 \| 20 \| |        |             |       |       |       |       |          |
| Статево-вікова піраміда |        |             |       |       |       |       |          |
| Чоловіки | Вік    | Жінки       |       |       |       |       |          |
| 24 | 85 +   | 24          |       |       |       |       |          |
| 36 | 80-84  | 36          |       |       |       |       |          |
| 32 | 75-79  | 59          |       |       |       |       |          |
| 28 | 70-74  | 32          |       |       |       |       |          |
| 36 | 65-69  | 28          |       |       |       |       |          |
| 24 | 60-64  | 40          |       |       |       |       |          |
| 40 | 55-59  | 40          |       |       |       |       |          |
| 40 | 50-54  | 40          |       |       |       |       |          |
| 52 | 45-49  | 48          |       |       |       |       |          |
| 24 | 40-44  | 36          |       |       |       |       |          |
| 48 | 35-39  | 40          |       |       |       |       |          |
| 52 | 30-34  | 28          |       |       |       |       |          |
| 20 | 25-29  | 28          |       |       |       |       |          |
| 24 | 20-24  | 36          |       |       |       |       |          |
| 56 | 15-20  | 40          |       |       |       |       |          |
| 32 | 10-14  | 24          |       |       |       |       |          |
| 20 | 5-9    | 24          |       |       |       |       |          |
| 44 | 0-4    | 20          |       |       |       |       |          |

## Економіка
2010 року серед 775 осіб працездатного віку (15—64 років) 573 були активними, 202 — неактивними (показник активності 73,9%, у 1999 році було 72,2%). З 573 активних мешканців працювало 500 осіб (263 чоловіки та 237 жінок), безробітними було 73 (32 чоловіки та 41 жінка). Серед 202 неактивних 53 особи були учнями чи студентами, 90 — пенсіонерами, 59 були неактивними з інших причин.

У 2010 році в муніципалітеті числилось 578 оподаткованих домогосподарств, у яких проживали 1282,0 особи, медіана доходів виносила 17 477 євро на одного особоспоживача